# Querstreifen-Zwergbärbling
Der Querstreifen-Zwergbärbling (Danio erythromicron) ist eine Fischart aus der Familie der karpfenartigen Fische (Cyprinidae). Sie kommt endemisch im Inle-See in Myanmar vor.

## Merkmale
Der Querstreifen-Zwergbärbling ist ein kleiner Fisch von etwa 2 Zentimetern Länge. Ihre Grundfarbe ist blau mit scharlachrotem Schein, wobei der Rücken dunkler ist als die Seiten und der Bauch. Auf den Seiten verlaufen etwa zwölf blaue vertikalen Streifen und auf dem Schwanzstiel liegt ein runder schwarzen Fleck mit blasser Umrandung. Tote Fische erscheinen rein grau mit schwarzen Streifen. Die Kiemendeckel sind farblos und erscheinen durch die Kiemen  purpurrot. Die Brustflossen (Pectorale) sind farblos oder sehr schwach und undeutlich gefärbt, die basalen Hälften der anderen Flossen sind rötlich. Auf dem hinteren Bereich der Afterflosse findet sich gelegentlich ein roter Streifen. Die Schuppen sind groß und dünn. Die Weibchen sind ähnlich aber weniger kräftig gefärbt.
Entlang der Seitenlinie liegen 21 bis 25 Schuppen. Wie viele andere asiatischen Karpfenfischen hat auch Danio erythromicron 3 Reihen Pharyngealzähne mit 2/3/5 Zähnen. Die Anzahl der Wibel beträgt 32 (16+16). Die Schwanzflosse hat oben und unten je 9 Hauptstrahlen. Anale: 13–16 Strahlen.

## Systematik
Der Querstreifen-Zwergbärbling war ursprünglich 1918 von Nelson Annandale als Microrasbora erythromicron beschrieben worden. In der Folge stellten einige Autoren die Art auf Grund morphologischer Merkmale in die Gattung Danio. Neuere molekularbiologische Untersuchungen haben gezeigt, dass die Gattung Microrasbora polyphyletisch ist, so dass die Zuordnung von Danio erythromicron in die Gattung Danio heute als gesichert gilt.